# Asplenium sessilifolium
Asplenium sessilifolium är en svartbräkenväxtart som beskrevs av Nicaise Augustin Desvaux. Asplenium sessilifolium ingår i släktet Asplenium och familjen Aspleniaceae. Utöver nominatformen finns också underarten A. s. occidentale.